# Vaureilles
Vaureilles est une commune française située dans le département de l'Aveyron, en région Occitanie.

## Géographie

### Communes limitrophes
Les communes limitrophes sont  Anglars-Saint-Félix, Drulhe, Galgan, Lanuéjouls, Montbazens, Privezac et Roussennac.

### Hydrographie

#### Réseau hydrographique

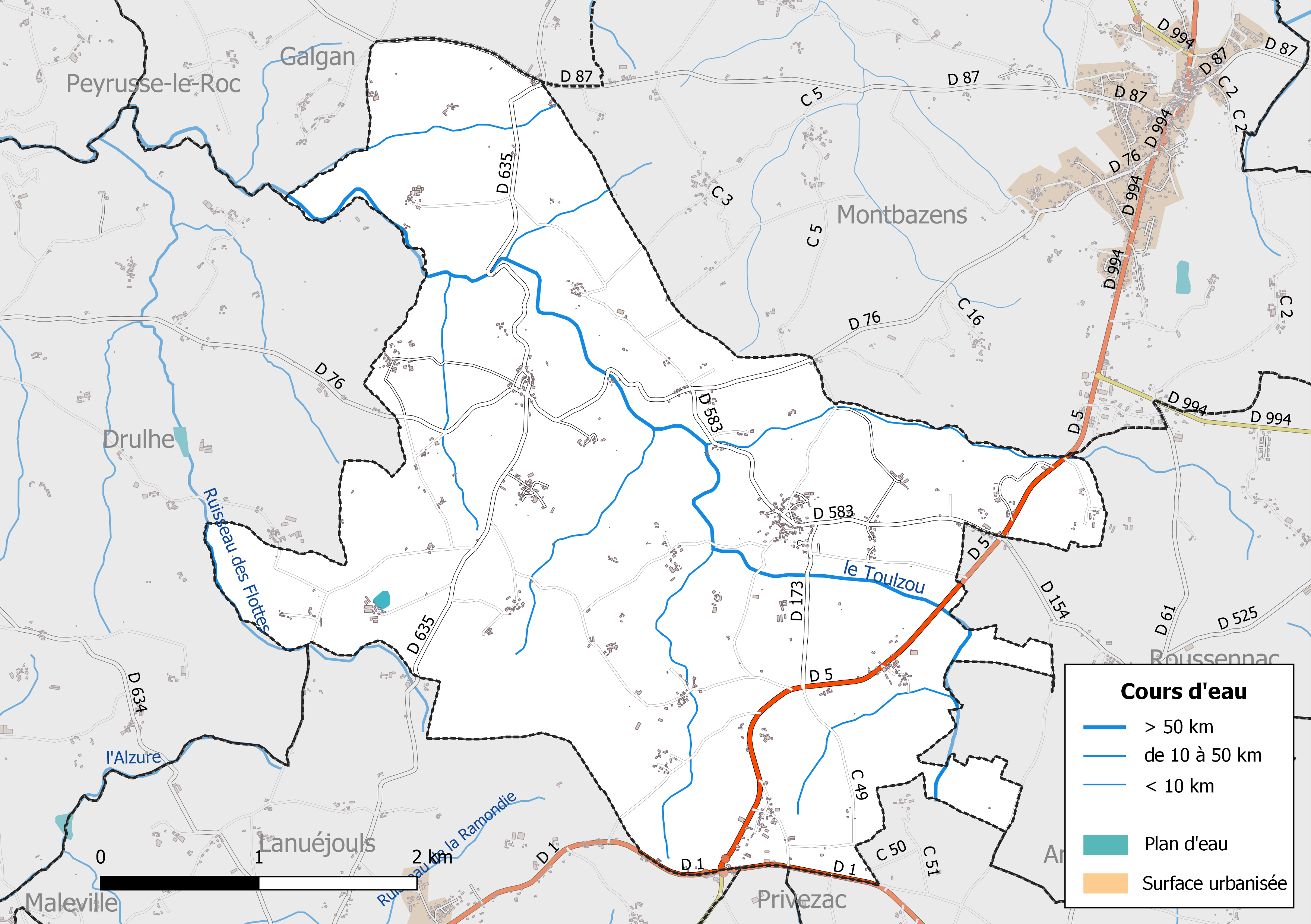
Réseaux hydrographique et routier de Vaureilles.

La commune est drainée par le Toulzou, le ruisseau des Flottes, le ruisseau de Cureboursot et par divers petits cours d'eau.
Le Toulzou, d'une longueur totale de 14,7 km, prend sa source dans la commune de Vaureilles et se jette  dans le ruisseau des Barthes à Salles-Courbatiès, après avoir arrosé 7 communes.

#### Gestion des cours d'eau
La gestion des cours d’eau situés dans le bassin de l’Aveyron est assurée par l’établissement public d'aménagement et de gestion des eaux (EPAGE) Aveyron amont, créé le 1er janvier 2017, en remplacement du syndicat mixte du bassin versant Aveyron amont,,.

### Climat
Pour des articles plus généraux, voir Climat de l'Occitanie et Climat de l'Aveyron.
En 2010, le climat de la commune est de type climat océanique altéré, selon une étude s'appuyant sur une série de données couvrant la période 1971-2000. En 2020, Météo-France publie une typologie des climats de la France métropolitaine dans laquelle la commune est dans une zone de transition entre le climat océanique altéré et le climat de montagne et est dans une zone de transition entre les régions climatiques « Ouest et nord-ouest du Massif Central » et « Sud-est du Massif Central ».
Pour la période 1971-2000, la température annuelle moyenne est de 10,7 °C, avec une amplitude thermique annuelle de 15,2 °C. Le cumul annuel moyen de précipitations est de 1 065 mm, avec 11,6 jours de précipitations en janvier et 6,8 jours en juillet. Pour la période 1991-2020, la température moyenne annuelle observée sur la station météorologique la plus proche, située sur la commune du Bas Ségala à 13 km à vol d'oiseau, est de 12,4 °C et le cumul annuel moyen de précipitations est de 1 062,4 mm,. Pour l'avenir, les paramètres climatiques de la commune estimés pour 2050 selon différents scénarios d'émission de gaz à effet de serre sont consultables sur un site dédié publié par Météo-France en novembre 2022.

### Milieux naturels et biodiversité

#### Sites Natura 2000

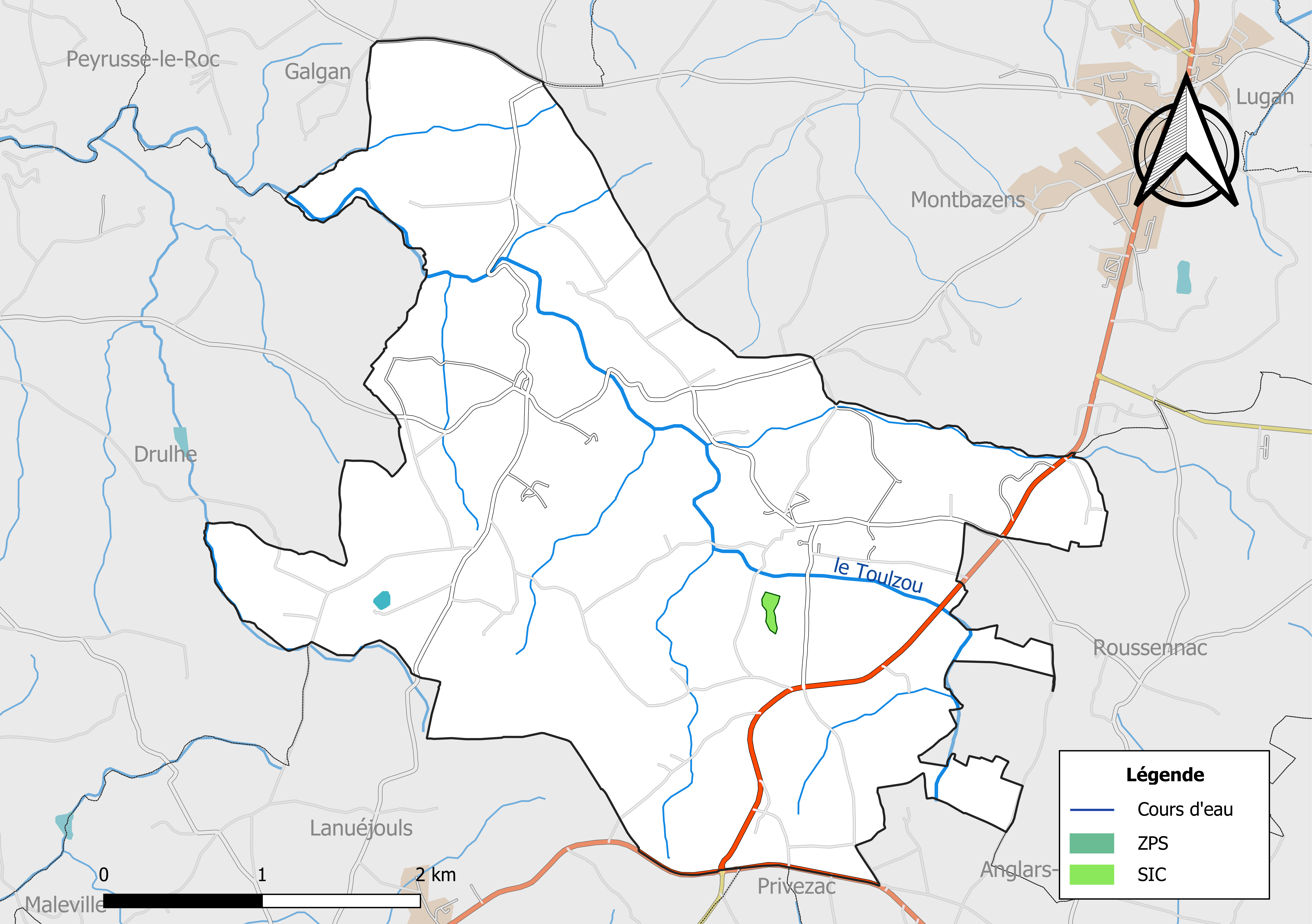
Sites Natura 2000 sur le territoire communal.

Le réseau Natura 2000 est un réseau écologique européen de sites naturels d’intérêt écologique élaboré à partir des Directives « Habitats » et « Oiseaux ». Ce réseau est constitué de Zones spéciales de conservation (ZSC) et de Zones de protection spéciale (ZPS). Dans les zones de ce réseau, les États Membres s'engagent à maintenir dans un état de conservation favorable les types d'habitats et d'espèces concernés, par le biais de mesures réglementaires, administratives ou contractuelles.
Un site Natura 2000 a été défini sur la commune au titre de la « directive Habitats » : 
- Les « Étangs du Ségala », d'une superficie de 52,4 ha, sont constitués de milieux aquatiques artificiels, créés à différentes périodes historiques : XIVe et XVe siècles. Les étangs de Privezac et de Bournazel renferment quelques magnifiques stations à nénuphars blancs et jaunes. On retrouve sur le site, notamment sur l’étang d’Anglarès, la Châtaigne d'eau (Trapa natans), très rare en Occitanie[14] ;

#### Zones naturelles d'intérêt écologique, faunistique et floristique

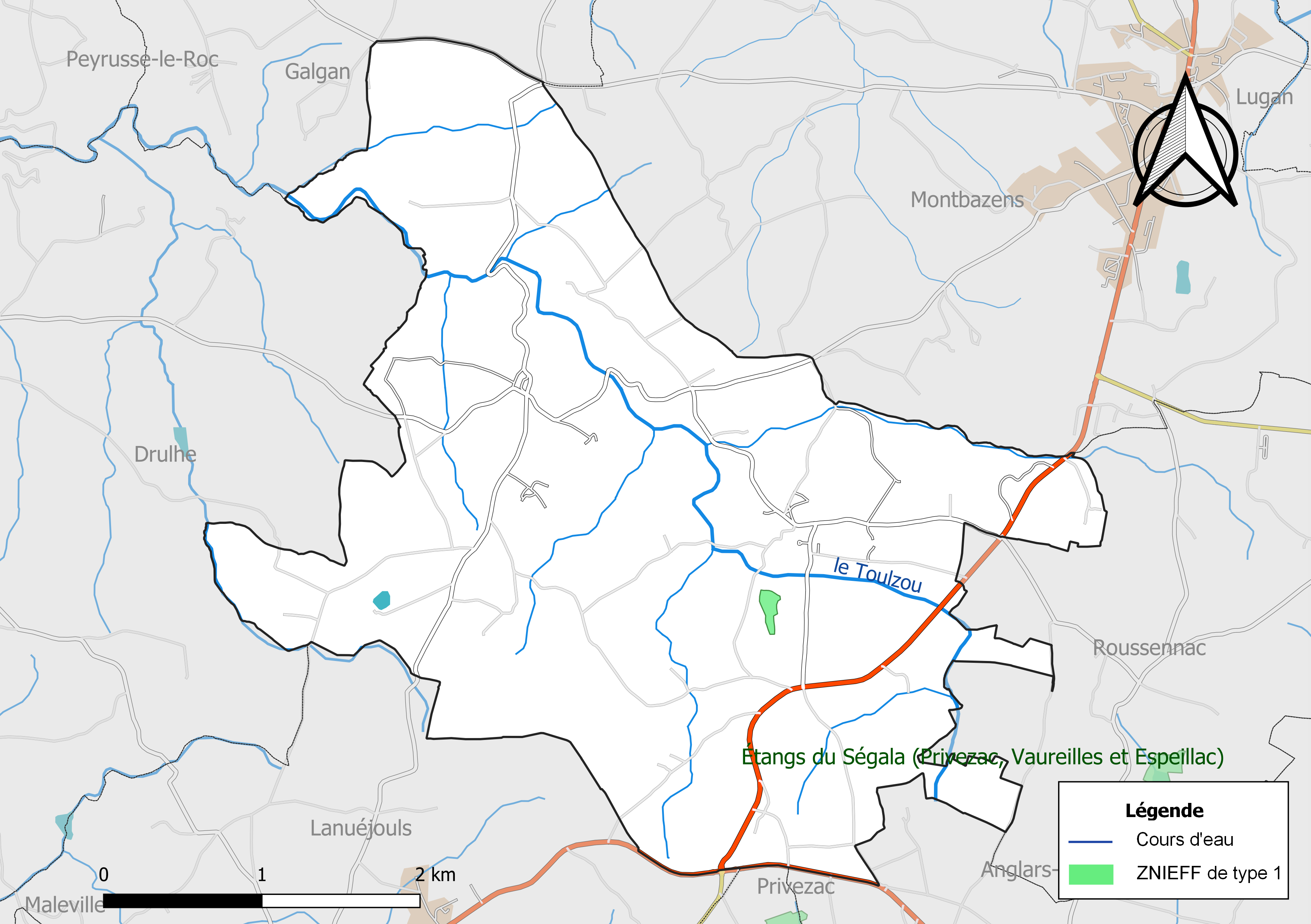
Carte de la ZNIEFF de type 1 localisée sur la commune.

L’inventaire des zones naturelles d'intérêt écologique, faunistique et floristique (ZNIEFF) a pour objectif de réaliser une couverture des zones les plus intéressantes sur le plan écologique, essentiellement dans la perspective d’améliorer la connaissance du patrimoine naturel national et de fournir aux différents décideurs un outil d’aide à la prise en compte de l’environnement dans l’aménagement du territoire.
Le territoire communal de Vaureilles comprend une ZNIEFF de type 1,, 
les « Étangs du ségala (privezac, vaureilles et espeillac) » (78,8 ha), couvrant 4 communes du département

## Urbanisme

### Typologie
Au 1er janvier 2024, Vaureilles est catégorisée commune rurale à habitat très dispersé, selon la nouvelle grille communale de densité à 7 niveaux définie par l'Insee en 2022.
Elle est située hors unité urbaine et hors attraction des villes,.

### Occupation des sols

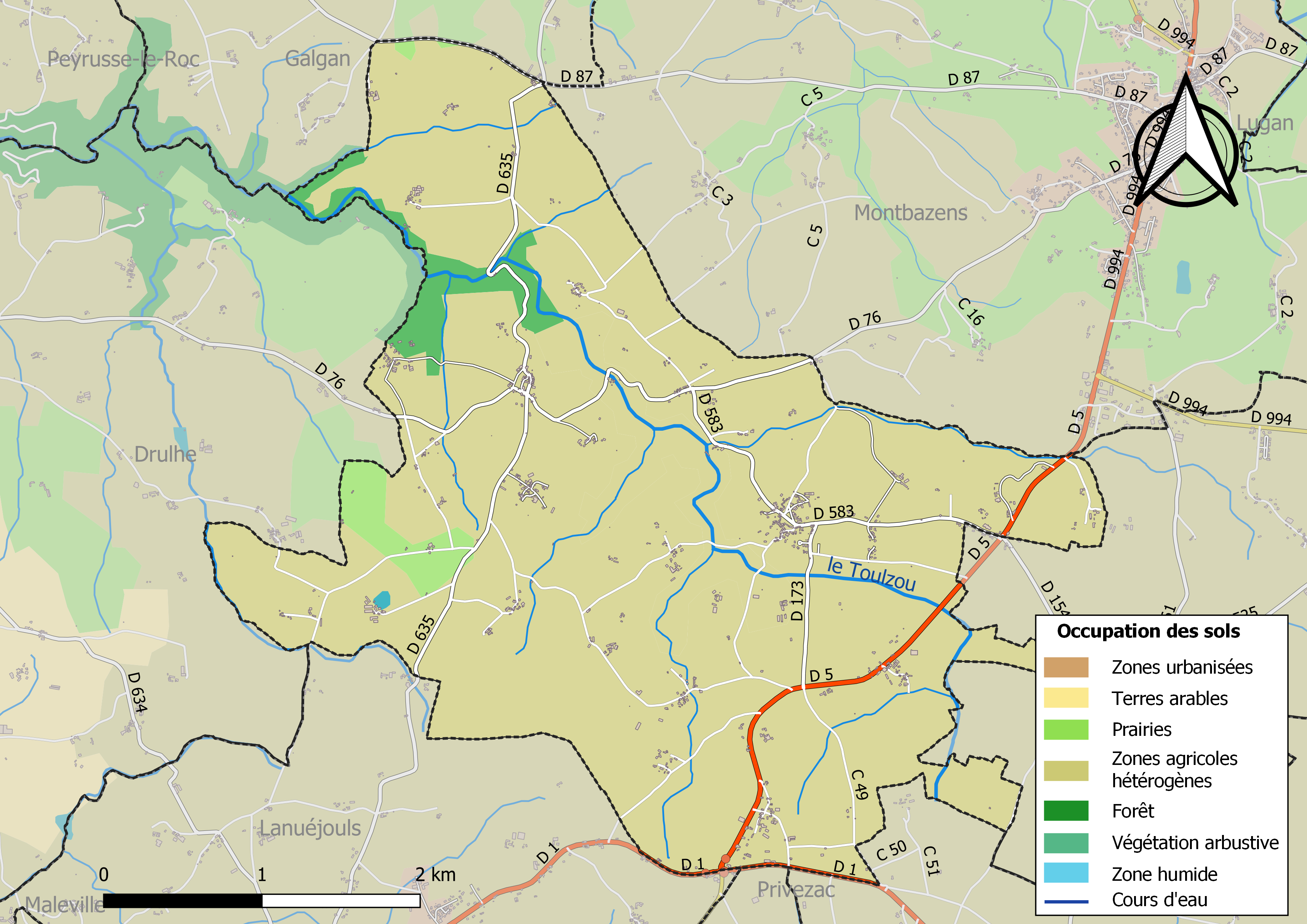
Infrastructures et occupation des sols de la commune de Vaureilles.

L'occupation des sols de la commune, telle qu'elle ressort de la base de données européenne d’occupation biophysique des sols Corine Land Cover (CLC), est marquée par l'importance des territoires agricoles (96,9 % en 2018), en augmentation par rapport à 1990 (92,5 %). La répartition détaillée en 2018 est la suivante : 
zones agricoles hétérogènes (94,8 %), forêts (3,1 %), prairies (2,2 %).

### Planification
La loi SRU du 13 décembre 2000 a incité fortement les communes à se regrouper au sein d’un établissement public, pour déterminer les partis d’aménagement de l’espace au sein d’un SCoT, un document essentiel d’orientation stratégique des politiques publiques à une grande échelle. La commune est dans le territoire du SCoT du Centre Ouest Aveyron  approuvé en février 2020. La structure porteuse est le Pôle d'équilibre territorial et rural Centre Ouest Aveyron, qui associe neuf EPCI, notamment la communauté de communes du Plateau de Montbazens, dont la commune est membre.
La commune disposait en 2017 d'une carte communale approuvée et un plan local d'urbanisme était en élaboration.

### Risques majeurs
Le territoire de la commune de Vaureilles est vulnérable à différents aléas naturels : climatiques (hiver exceptionnel ou canicule), feux de forêts et séisme (sismicité très faible).
Il est également exposé à un risque technologique, le transport de matières dangereuses, et à un risque particulier, le risque radon,.

#### Risques naturels
Le Plan départemental de protection des forêts contre les incendies découpe le département de l’Aveyron en sept « bassins de risque » et définit une sensibilité des communes à l’aléa feux de forêt (de faible à très forte). La commune est classée en sensibilité faible.

#### Risques technologiques
Le risque de transport de matières dangereuses sur la commune est lié à sa traversée par une route à fort trafic et une canalisation de transport de gaz. Un accident se produisant sur de telles infrastructures est en effet susceptible d’avoir des effets graves au bâti ou aux personnes jusqu’à 350 m, selon la nature du matériau transporté. Des dispositions d’urbanisme peuvent être préconisées en conséquence.

#### Risque particulier
Dans plusieurs parties du territoire national, le radon, accumulé dans certains logements ou autres locaux, peut constituer une source significative d’exposition de la population aux rayonnements ionisants. Toutes les communes du département sont concernées par le risque radon à un niveau plus ou moins élevé. Selon le dossier départemental des risques majeurs du département établi en 2013, la commune de Vaureilles est classée à risque moyen à élevé. Un décret du 4 juin 2018 a modifié la terminologie du zonage définie dans le code de la santé publique et a été complété par un arrêté du 27 juin 2018 portant délimitation des zones à potentiel radon du territoire français. La commune est désormais en zone 3, à savoir zone à potentiel radon significatif.

## Politique et administration

### Découpage territorial
La commune de Vaureilles est membre de la communauté de communes du Plateau de Montbazens, un établissement public de coopération intercommunale (EPCI) à fiscalité propre créé le 31 décembre 1996 dont le siège est à Montbazens. Ce dernier est par ailleurs membre d'autres groupements intercommunaux.
Sur le plan administratif, elle est rattachée à l'arrondissement de Villefranche-de-Rouergue, au département de l'Aveyron et à la région Occitanie. Sur le plan électoral, elle dépend du  canton de Villeneuvois et Villefranchois pour l'élection des conseillers départementaux, depuis le redécoupage cantonal de 2014 entré en vigueur en 2015, et de la deuxième circonscription de l'Aveyron  pour les élections législatives, depuis le dernier découpage électoral de 2010.

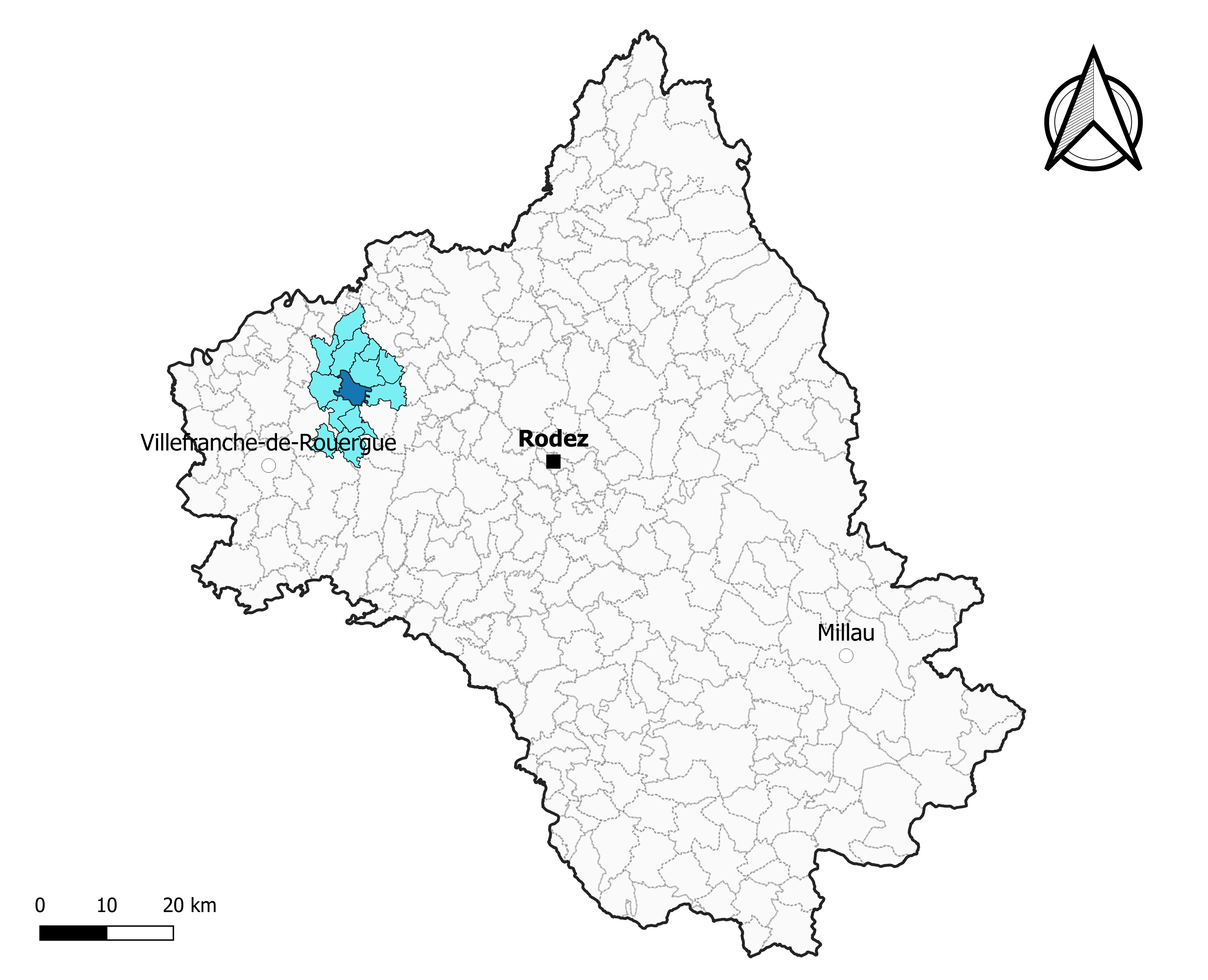
Vaureilles dans l'intercommunalité en 2020.
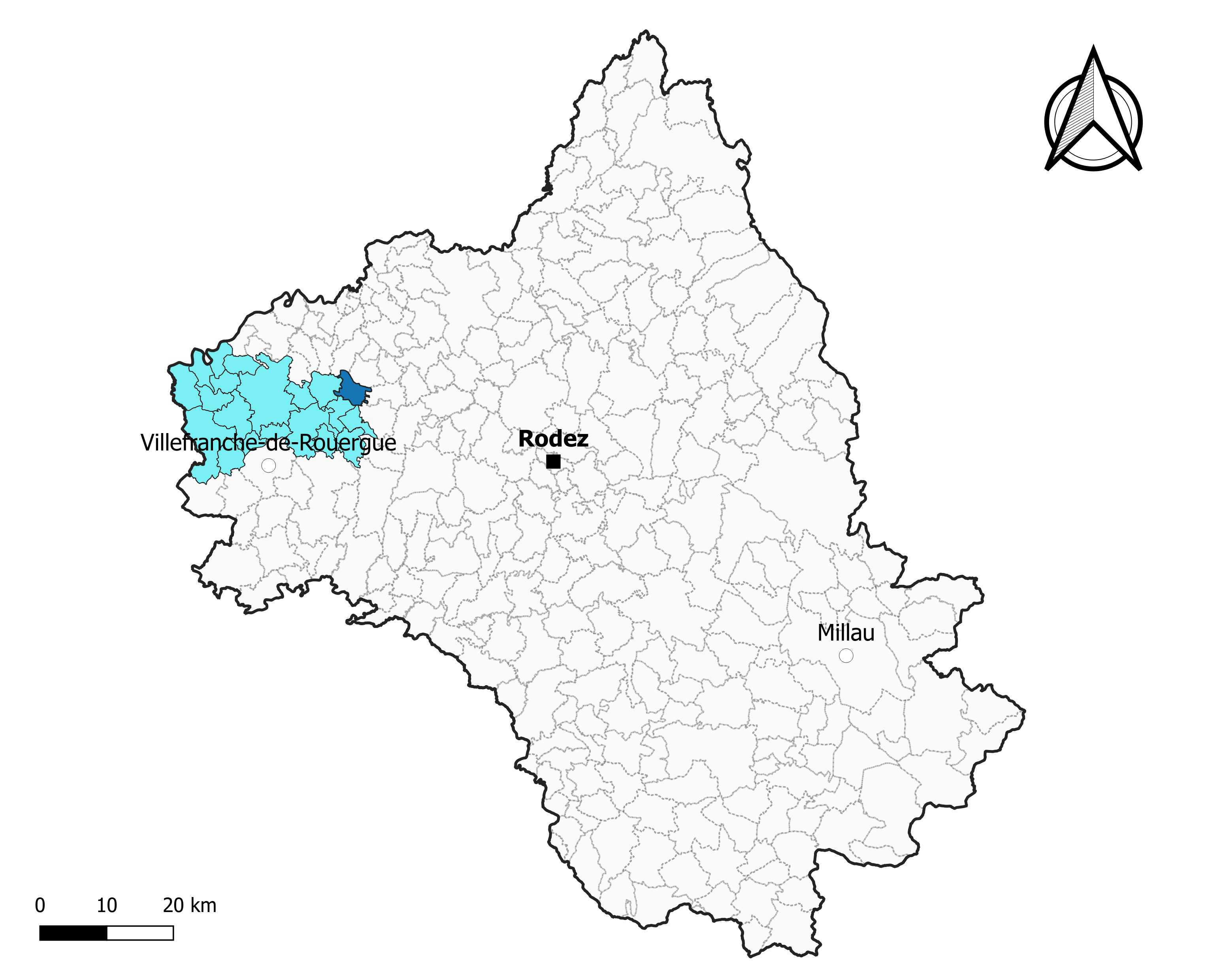
Vaureilles dans le canton de Villeneuvois et Villefranchois en 2020.
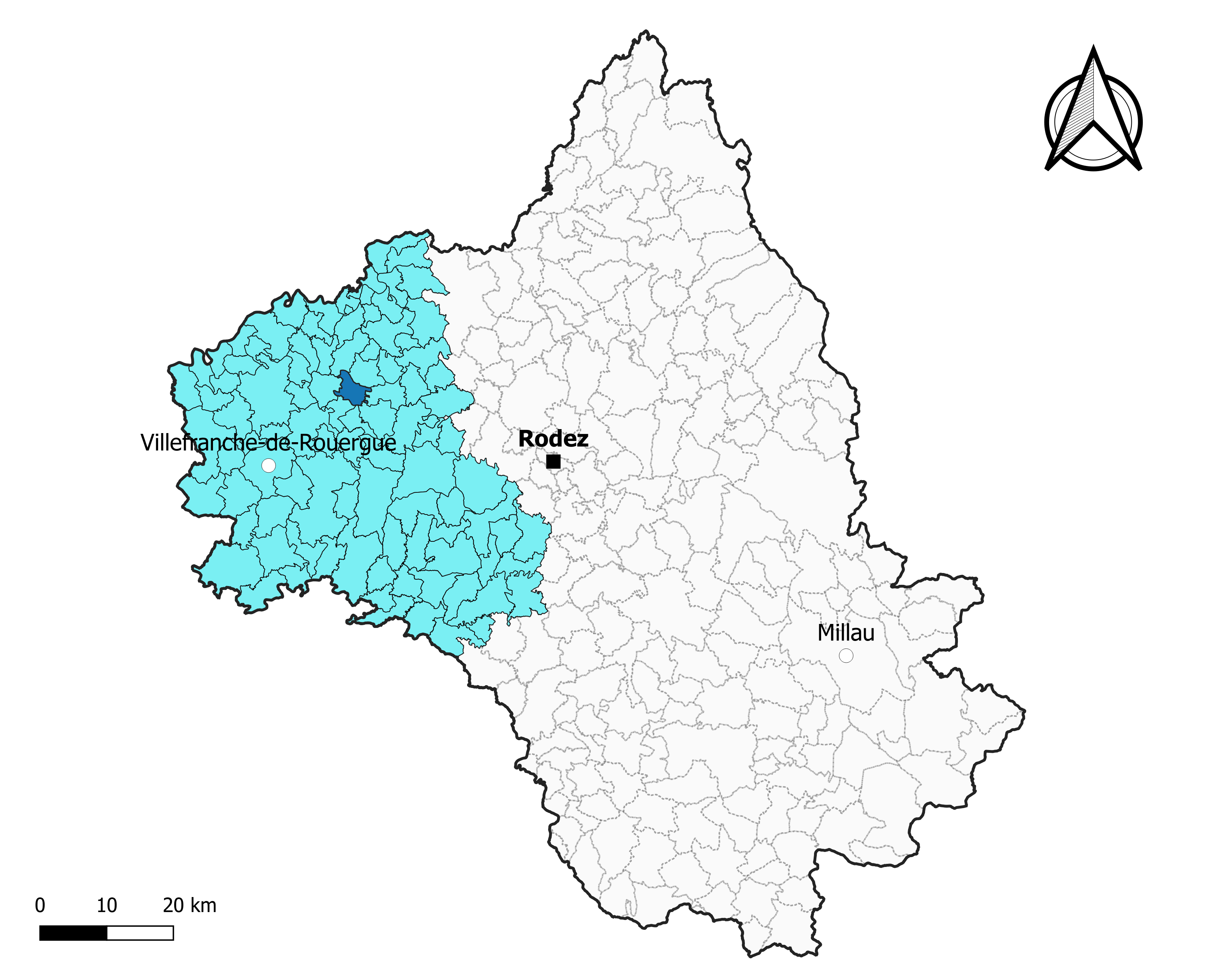
Vaureilles dans l'arrondissement de Villefranche-de-Rouergue en 2020.

### Élections municipales et communautaires

#### Élections de 2020
Le conseil municipal de Vaureilles, commune de moins de 1 000 habitants, est élu au scrutin majoritaire plurinominal à deux tours avec candidatures isolées ou groupées et possibilité de panachage. Compte tenu de la population communale, le nombre de sièges à pourvoir lors des élections municipales de 2020 est de 11. La totalité des onze candidats en lice est élue dès le premier tour, le 15 mars 2020, avec un taux de participation de 63,33 %.
Claude Henry est élu nouveau maire de la commune le 25 mai 2020.
Dans les communes de moins de 1 000 habitants, les conseillers communautaires sont désignés parmi les conseillers municipaux élus en suivant l’ordre du tableau (maire, adjoints puis conseillers municipaux) et dans la limite du nombre de sièges attribués à la commune au sein du conseil communautaire. Deux sièges sont attribués à la commune au sein de la communauté de communes du Plateau de Montbazens.

#### Liste des maires
| Période                                  | Période  | Identité             | Étiquette | Qualité                       |
| ---------------------------------------- | -------- | -------------------- | --------- | ----------------------------- |
| avant 1995                               | 2008     | Bernard Cavalerie    |           |                               |
| mars 2008                                | mai 2020 | Jean-Louis Cavaignac |           | Agriculteur exploitant        |
| mai 2020                                 | En cours | Claude Henry,        |           | Ancien agriculteur exploitant |
| Les données manquantes sont à compléter. |          |                      |           |                               |

## Démographie
L'évolution du nombre d'habitants est connue à travers les recensements de la population effectués dans la commune depuis 1793. Pour les communes de moins de 10 000 habitants, une enquête de recensement portant sur toute la population est réalisée tous les cinq ans, les populations de référence des années intermédiaires étant quant à elles estimées par interpolation ou extrapolation. Pour la commune, le premier recensement exhaustif entrant dans le cadre du nouveau dispositif a été réalisé en 2008.

En 2022, la commune comptait 489 habitants, en évolution de −4,12 % par rapport à 2016 (Aveyron : +0,37 %, France hors Mayotte : +2,11 %).
| 1793 | 1800 | 1806 | 1821 | 1831 | 1836 | 1841  | 1846  | 1851  |
| ---- | ---- | ---- | ---- | ---- | ---- | ----- | ----- | ----- |
| 337  | 365  | 622  | 876  | 968  | 953  | 1 052 | 1 096 | 1 146 |

| 1856  | 1861 | 1866  | 1872  | 1876  | 1881  | 1886  | 1891  | 1896  |
| ----- | ---- | ----- | ----- | ----- | ----- | ----- | ----- | ----- |
| 1 020 | 960  | 1 053 | 1 026 | 1 037 | 1 151 | 1 225 | 1 115 | 1 107 |

| 1901  | 1906 | 1911 | 1921 | 1926 | 1931 | 1936 | 1946 | 1954 |
| ----- | ---- | ---- | ---- | ---- | ---- | ---- | ---- | ---- |
| 1 043 | 990  | 992  | 897  | 847  | 775  | 721  | 705  | 685  |

| 1962 | 1968 | 1975 | 1982 | 1990 | 1999 | 2006 | 2008 | 2013 |
| ---- | ---- | ---- | ---- | ---- | ---- | ---- | ---- | ---- |
| 631  | 573  | 509  | 454  | 441  | 434  | 484  | 499  | 516  |

| 2018 | 2022 | - | - | - | - | - | - | - |
| ---- | ---- | - | - | - | - | - | - | - |
| 489  | 489  | - | - | - | - | - | - | - |

## Économie

### Revenus
En 2018  (données Insee publiées en septembre 2021), la commune compte 202 ménages fiscaux, regroupant 466 personnes. La médiane du revenu disponible par unité de consommation est de 19 860 € (20 640 € dans le département).

### Emploi
| Division       | 2008  | 2013  | 2018  |
| -------------- | ----- | ----- | ----- |
| Commune        | 2,8 % | 4,2 % | 5,2 % |
| Département    | 5,4 % | 7,1 % | 7,1 % |
| France entière | 8,3 % | 10 %  | 10 %  |

En 2018, la population âgée de 15 à 64 ans s'élève à 268 personnes, parmi lesquelles on compte 75 % d'actifs (69,8 % ayant un emploi et 5,2 % de chômeurs) et 25 % d'inactifs,. Depuis 2008, le taux de chômage communal (au sens du recensement) des 15-64 ans est inférieur à celui de la France et du département.
La commune est hors attraction des villes,. Elle compte 52 emplois en 2018, contre 67 en 2013 et 62 en 2008. Le nombre d'actifs ayant un emploi résidant dans la commune est de 190, soit un indicateur de concentration d'emploi de 27,4 % et un taux d'activité parmi les 15 ans ou plus de 52,3 %.
Sur ces 190 actifs de 15 ans ou plus ayant un emploi, 36 travaillent dans la commune, soit 19 % des habitants. Pour se rendre au travail, 87,4 % des habitants utilisent un véhicule personnel ou de fonction à quatre roues, 4,8 % s'y rendent en deux-roues, à vélo ou à pied et 7,9 % n'ont pas besoin de transport (travail au domicile).

### Activités hors agriculture
31 établissements sont implantés  à Vaureilles au 31 décembre 2019. Le tableau ci-dessous en détaille le nombre par secteur d'activité et compare les ratios avec ceux du département,.
| Secteur d'activité                                                                                        | Commune | Commune | Département |
| Secteur d'activité                                                                                        | Nombre  | %       | %           |
| --- | ------- | ------- | ----------- |
| Ensemble                                                                                                  | 31      |         |             |
| Industrie manufacturière, industries extractives et autres                                                | 12      | 38,7 %  | (17,7 %)    |
| Construction                                                                                              | 6       | 19,4 %  | (13 %)      |
| Commerce de gros et de détail, transports, hébergement et restauration                                    | 2       | 6,5 %   | (27,5 %)    |
| Activités immobilières                                                                                    | 1       | 3,2 %   | (4,2 %)     |
| Activités spécialisées, scientifiques et techniques et activités de services administratifs et de soutien | 8       | 25,8 %  | (12,4 %)    |
| Administration publique, enseignement, santé humaine et action sociale                                    | 1       | 3,2 %   | (12,7 %)    |
| Autres activités de services                                                                              | 1       | 3,2 %   | (7,8 %)     |

Le secteur de l'industrie manufacturière, des industries extractives et autres est prépondérant sur la commune puisqu'il représente 38,7 % du nombre total d'établissements de la commune (12 sur les 31 entreprises implantées  à Vaureilles), contre 17,7 % au niveau départemental.

### Agriculture
La commune est dans le Segala, une petite région agricole occupant l'ouest du département de l'Aveyron. En 2020, l'orientation technico-économique de l'agriculture  sur la commune est la polyculture et/ou le polyélevage.
|               | 1988  | 2000  | 2010 | 2020 |
| ------------- | ----- | ----- | ---- | ---- |
| Exploitations | 66    | 41    | 30   | 23   |
| SAU (ha)      | 1 219 | 1 067 | 951  | 851  |

Le nombre d'exploitations agricoles en activité et ayant leur siège dans la commune est passé de 66 lors du recensement agricole de 1988  à 41 en 2000 puis à 30 en 2010 et enfin à 23 en 2020, soit une baisse de 65 % en 32 ans. Le même mouvement est observé à l'échelle du département qui a perdu pendant cette période 51 % de ses exploitations,. La surface agricole utilisée sur la commune a également diminué, passant de 1 219 ha en 1988 à 851 ha en 2020. Parallèlement la surface agricole utilisée moyenne par exploitation a augmenté, passant de 18 à 37 ha.

## Culture locale et patrimoine

### Lieux et monuments
- Église Saint-Jean-Baptiste de Vaureilles.

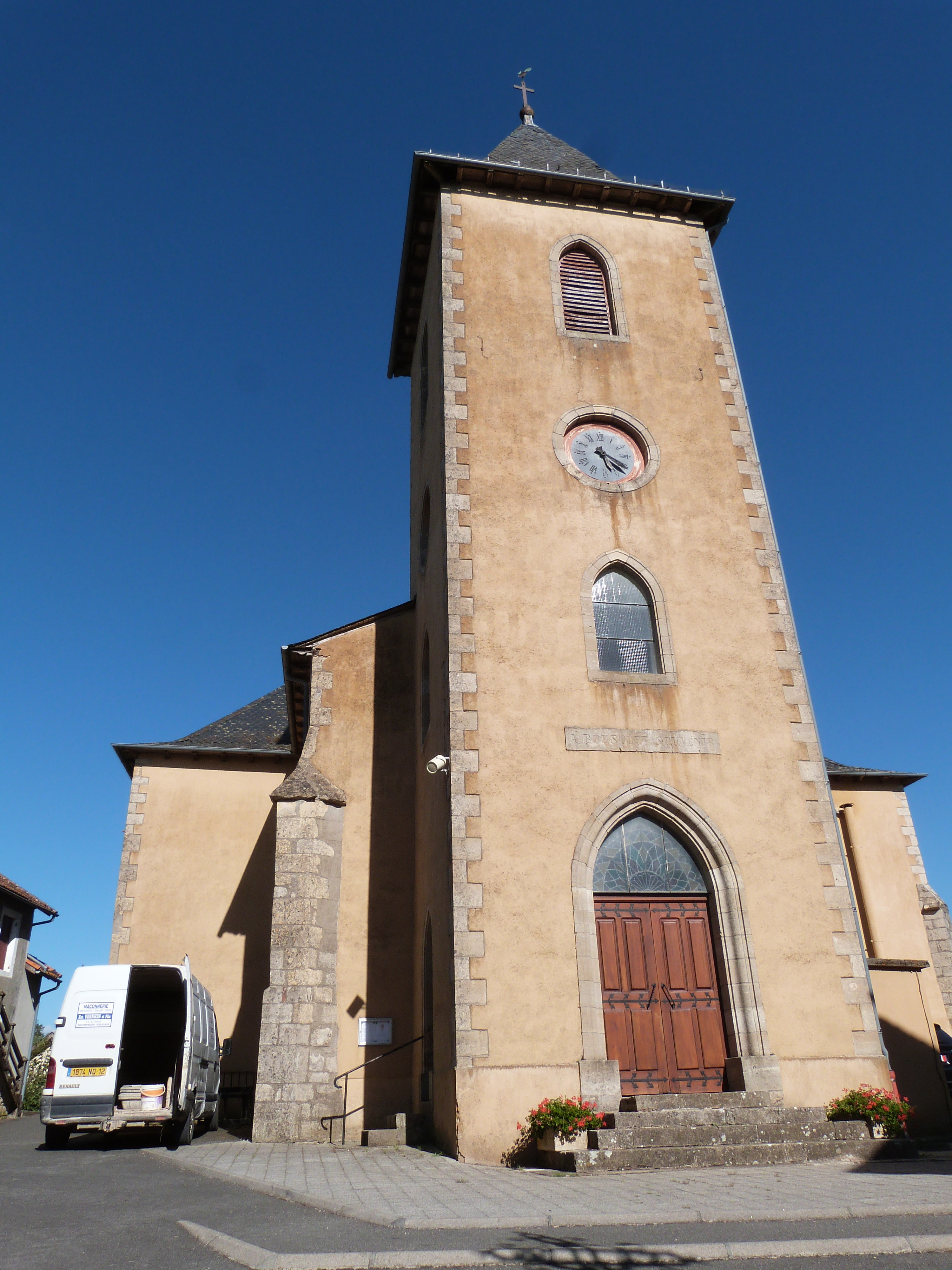
L'église.

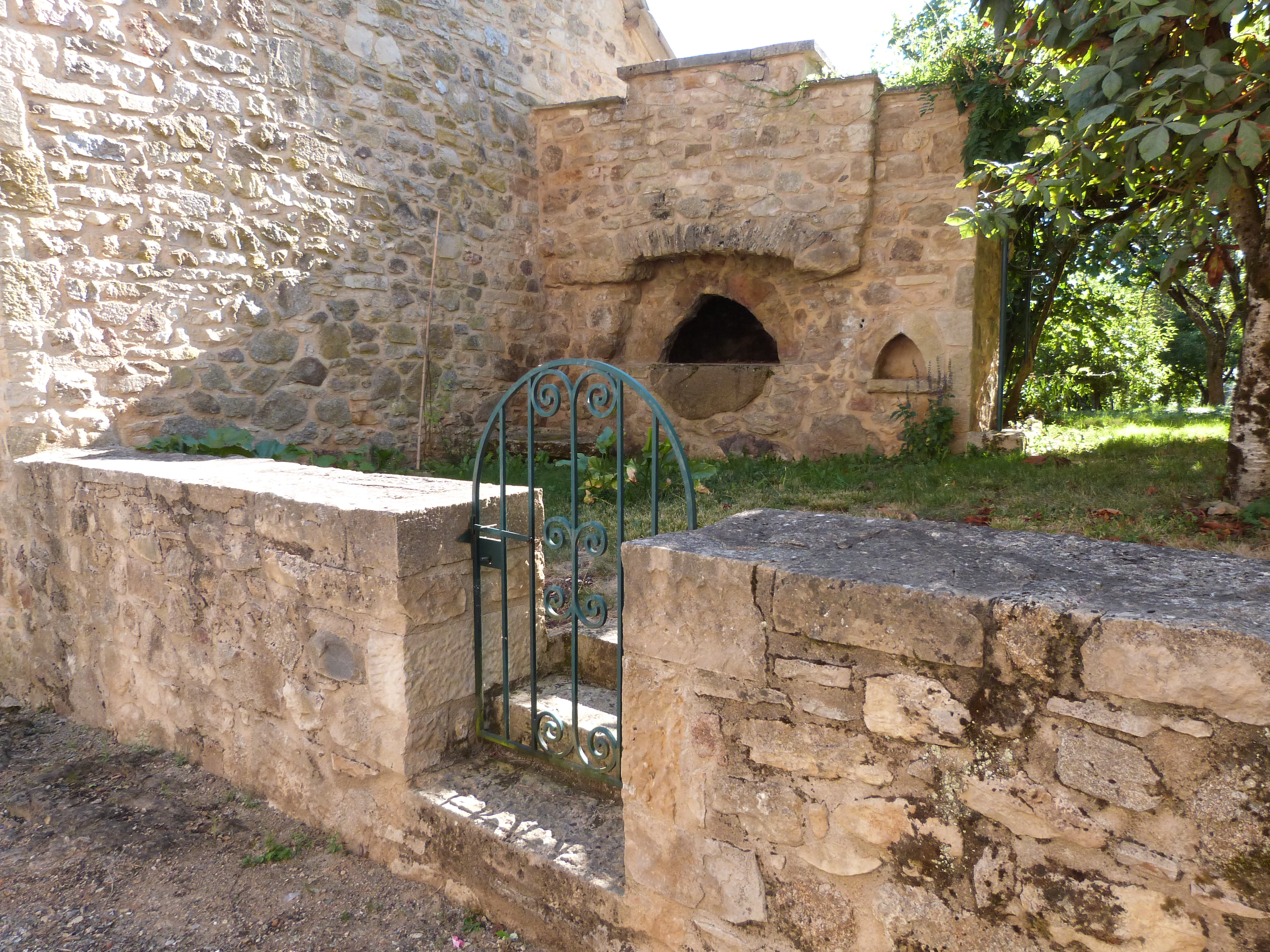
Four à pain.

- Église Saint-Michel de Pachins.

### Personnalités liées à la commune
- François Marty, célèbre cardinal-archevêque de Paris, né à Vaureilles.

### Héraldique
| Blason de Vaureilles | Blason  | Coupé en chevron inversé : au 1er de gueules à une anille d’or surmontée d’une foi d’argent, au 2e de sinople à un pal cousu d’azur, accosté de deux têtes de mouton affrontées d’argent. |
| Blason de Vaureilles | Détails | Le coupé en chevron et le pal azur traduisent le nom du village en représentant le ruisseau au fond du ravin. Le sinople et les têtes de mouton représentent l’agriculture et l’élevage très présents dans la commune. La partie supérieure de l’écu représente le hameau de Pachins dont le nom vient de l’ancien français, issu du latin pactum, qui se traduit par la convention. C’est la raison de la présence de la foi, figure représentant deux mains jointes en signe d’accord. L’anille est le fer qui retient la meule des moulins. Elle indique la présence du moulin de Pachins. Le fond est de gueules pour honorer une personnalité française célèbre, à savoir le cardinal François Marty, né le 18 mai 1904 à Pachins ; le gueules étant la couleur des habits des cardinaux. François Marty a été le troisième archevêque de Paris revenu au pays en 1981. Les ornements sont deux gerbes de blé d’or mises en sautoir par la pointe et liées de gueules afin d’honorer l’activité agricole. Le listel d’argent porte le nom de la commune en lettres majuscules de sable. La couronne de tours dit que l’écu est celui d’une commune ; elle n’a rien à voir avec des fortifications. Le statut officiel du blason reste à déterminer. |